# Johann I. (Aumale)
Johann I. († 11. Juli 1302 bei Courtrai) war ein Graf von Aumale. Er war ein Sohn des Grafen Ferdinand II. und der Laure de Montfort. Väterlicherseits entstammte er dem Königshaus von Kastilien.
Beim Tod seines Vaters im Jahr 1260 folgte Johann als Graf von Aumale im Recht seiner Großmutter Jeanne de Dammartin nach. Nach deren Tod 1279 übernahm er diese Grafschaft aus eigenem Recht. Die von seiner Großmutter ebenfalls gehaltene Grafschaft Ponthieu ging an seine Tante Eleonore über, der Königin von England.
Johann I. kämpfte in der Schlacht der goldenen Sporen gegen die Flamen und wurde dabei getötet.
Verheiratet war Johann mit Ida de Meulan und ihr Sohn war Johann II. († 1342).